# Pcháč žlutoostenný
Pcháč žlutoostenný (Cirsium brachycephalum) je druh rodu pcháč, vzácný endemit Panonské nížiny, který je v České republice považován za rostlinu ohroženou vyhynutím.

## Rozšíření
Areál pcháče žlutoostenného se rozkládá na územích států zasahujících do Panonské nížiny. Hojně se vyskytuje v Maďarsku a pouze ostrůvkovitě v České republice, Rakousku, Srbsku. Rumunsku a na jihu a východě Slovenska. Jeho výskyt na jižní Moravě leží na severní hranici rozšíření.

## Výskyt
Obvyklými stanovišti tohoto tetraploidního druhu jsou bažinaté nebo slatinné louky a pastviny, okraje rákosin, vodních kanálů a příkopů. Roste na těžších půdách, které bývají po určitou dobu zaplaveny vodou. Potřebuje místo s občas narušovanou půdou a nezapojenou vegetací, vyžaduje vyšší obsah soli v půdě. Vyskytuje se v teplých oblastech, obvykle do nadmořské výšky 200 m.
Druh byl vždy v České republice považován za vzácný, rostl jen na několika lokalitách na jižní Moravě. V současnosti jsou známa pouze dvě místa, na kterých se vyskytuje, nacházejí se u obce Rakvice v okrese Břeclav. Jedním místem je slatinný mokřad s rybníkem v přírodní památce Trkmanec-Rybníčky. Druhým, asi 1 km vzdáleným, je zamokřená sníženina v poli nedaleko dálnice z Brna do Bratislavy.

## Popis

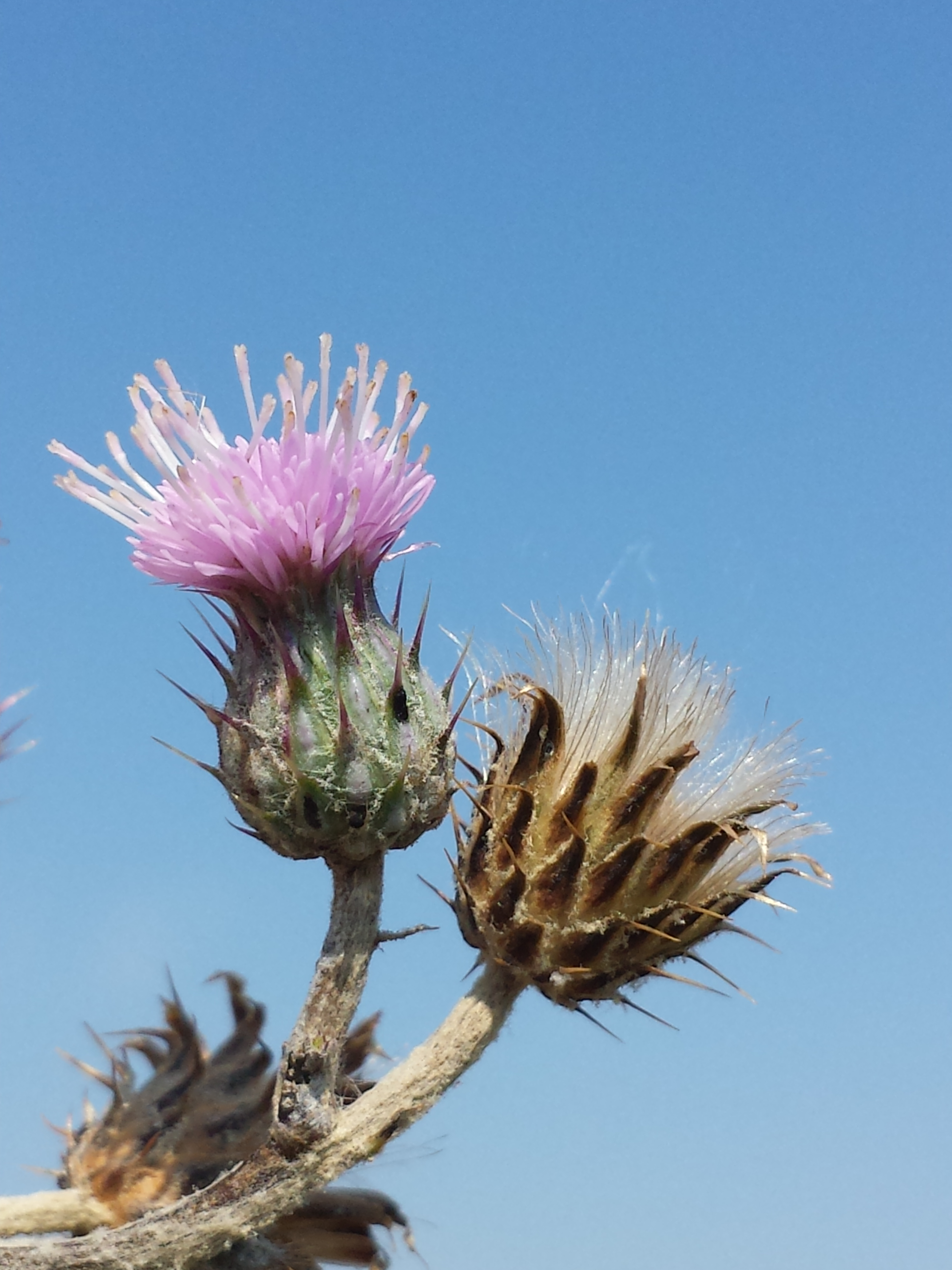
Detail kvetoucího a odkvetlého úboru

Dvouletá až krátce vytrvalá, ostnatá bylina s přímou lodyhou vyrůstající do výše 50 až 150 cm. Z kůlovitého kořene s hustými postranními kořínky vyrůstá přízemní růžice tvořená zvlněnými laločnatými nebo celistvými listy. Z růžice roste jednoduchá nebo v horní části větvená tuhá lodyha, bývá lysá nebo pavučinatá, je podélně jemně rýhovaná, rovnoměrně olistěná a někdy mívá fialový nádech. Lodyžní listy s výraznou žilnatinou jsou na okraji různě hluboko dvojitě vykrajované, zkadeřené, ostnité a na rubu hustěji pýřité než na líci.
Květní úbory s bílými plstnatými stopkami jsou jen asi 1 cm velké. Vyrůstají jednotlivě na koncích krátkých větví a vytvářejí chudou vrcholičnatou latu, při nevětvené lodyze jsou po pěti až sedmnácti nahloučeny na jejím vrcholu ve strboulu. Úbor je tvořen trubkovitými kvítky s růžovou až světle fialovou pěticípou korunou.
Víceřadý zákrov je kulovitý nebo polokulovitý a je tvořen kopinatými zákrovními listeny, které jsou zelené nebo růžovofialově naběhlé. Listeny ve středních a vnějších řadách jsou zakončeny měkkými žlutými ostny. Květy postupně kvetou od června do září a jsou opylovány létajícím hmyzem nebo větrem. Plody jsou světlé, zboku stlačené, kýlnatě tupé nažky asi 2,5 mm dlouhé s peřitým chmýrem. Dobře klíčivé nažky jsou do okolí rozfoukávány větrem.

## Rozmnožování

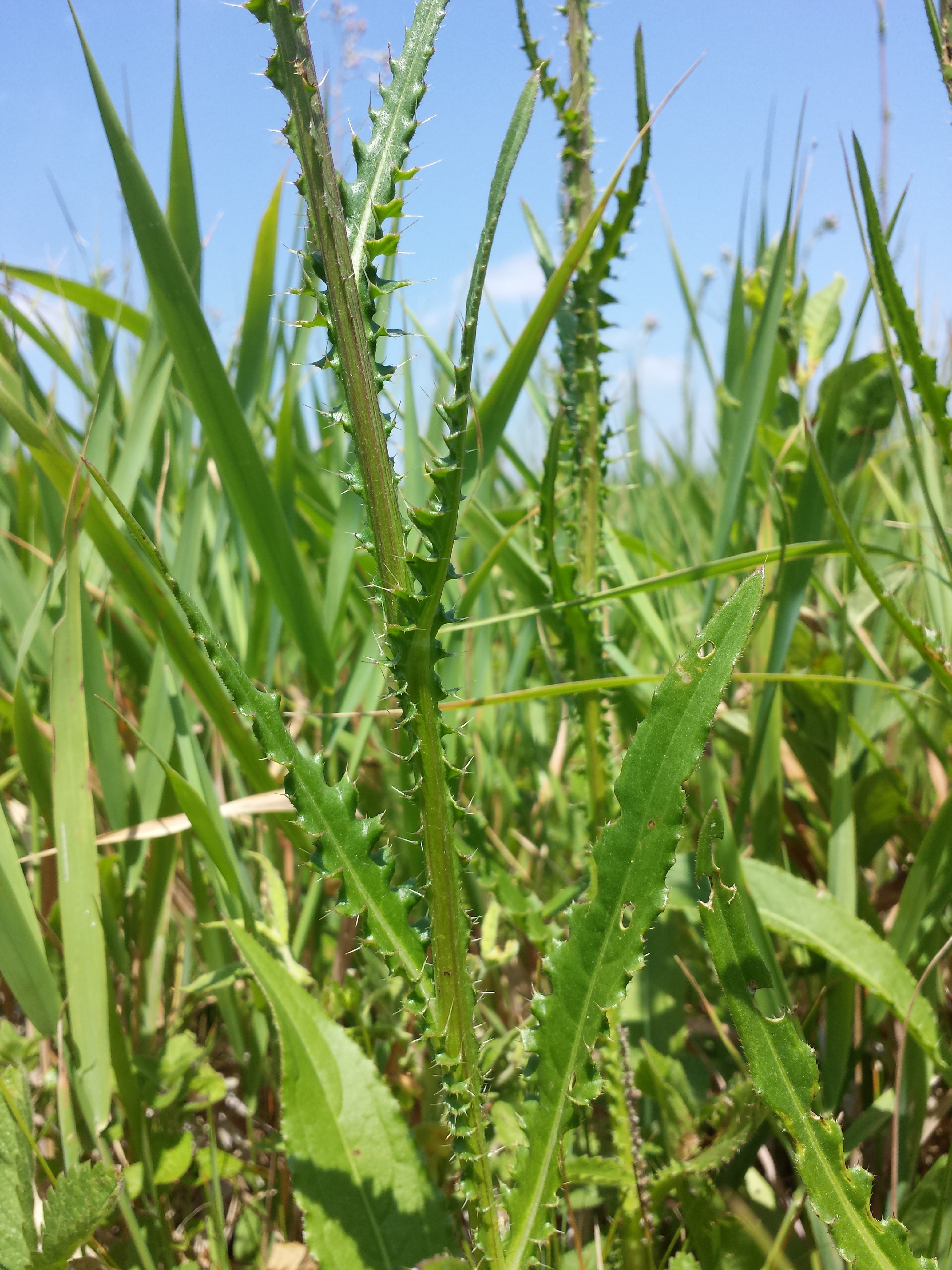
Ostnitá lodyha a listy

Rostliny se rozmnožují převážně generativně semeny, prvým rokem vyroste pouze listová růžice a teprve druhým květonosná lodyha. Méně často se rozšiřují i vegetativně bočními listovými růžicemi vyrůstajícími z kořene v těsné blízkosti mateřské rostliny.
Rostliny pcháče žlutoostenného jsou gynodioecické, mají úbory s květy pouze samičími nebo pouze s oboupohlavnými. V přírodě bývá samičích rostlin, které mají nažky větší a těžší, více než 60 %. Počet jejich nažek ale hodně závisí na dostupnosti pylu z oboupohlavných květů nutného k opylení. Množství výskytu samičích rostlin stoupá se stupněm zasolení půdy na stanovišti. Nažky bývají ještě v úborech napadány larvami hmyzu.

## Ohrožení
Pcháč žlutoostenný je ohrožen hlavně zánikem přirozených stanovišť. Téměř ve všech zemích, kde se vyskytuje, je považován za ohrožený druh. V České republice je vyhláškou MŽP ČR č. 395/1992 Sb., stejně jako Červeným seznamem cévnatých rostlin květeny ČR je zařazen mezi kriticky ohrožené rostliny (§1, C1t).